# Palazzo Barbarigo alla Maddalena

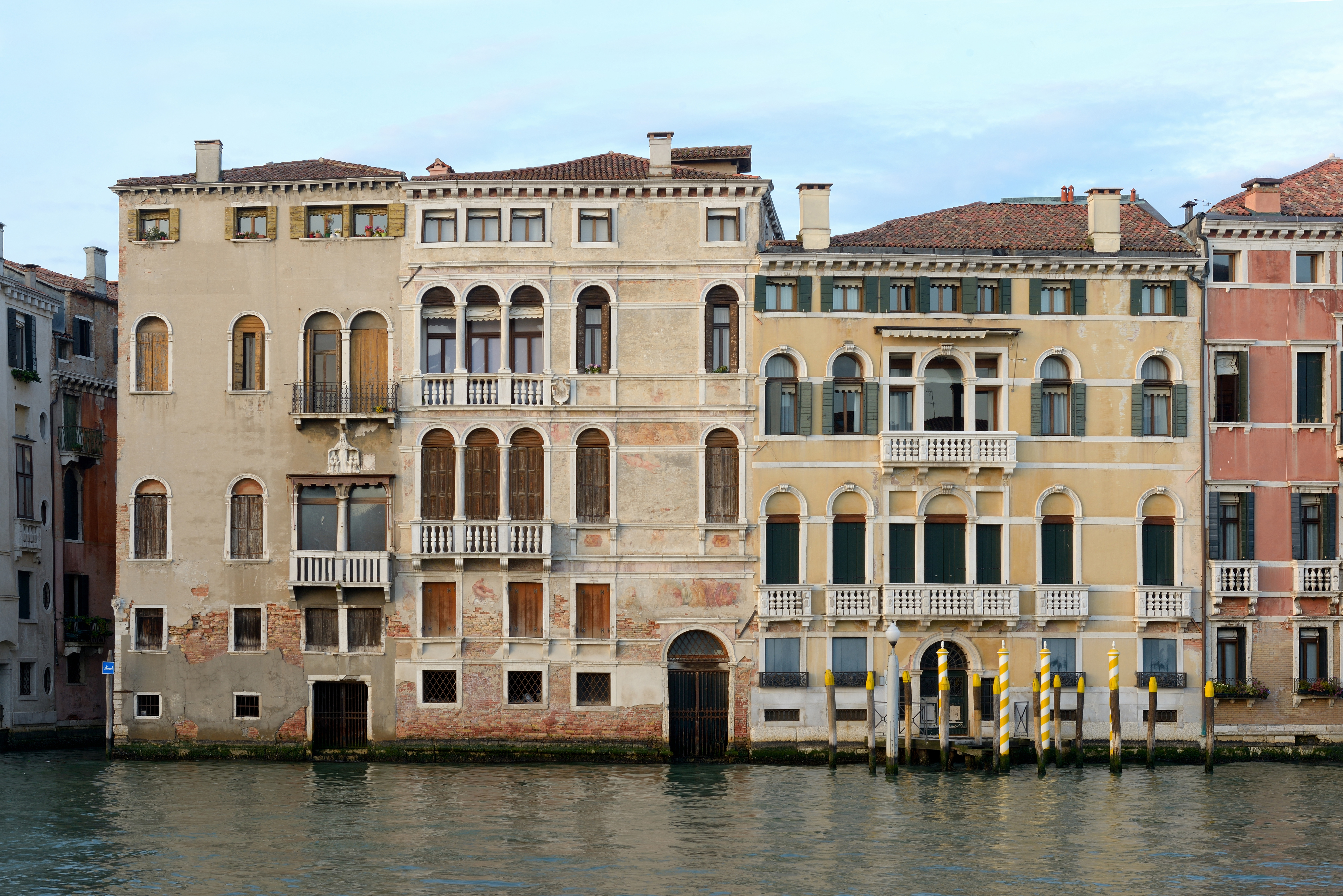
Der Palast im Jahr 2015 (2. von links)

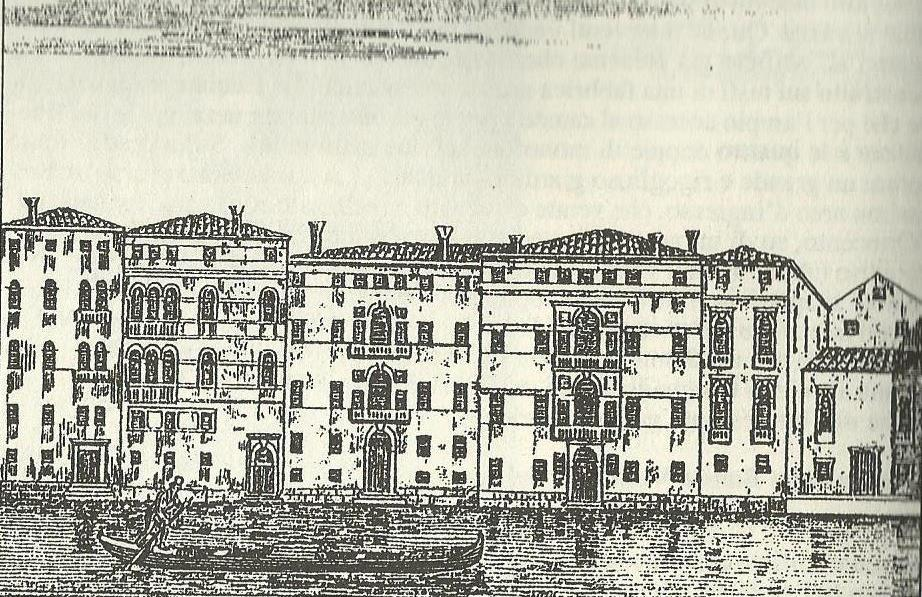
Gravur des gleichen Palastensembles am Canal Grande vom Anfang des 19. Jahrhunderts

Der Palazzo Barbarigo alla Maddalena ist ein Palast im venezianischen Sestiere Cannaregio (Cannaregio 2255), der im 16. Jahrhundert von den Duodo gegenüber der Kirche San Stae am linken Ufer des Canal Grande errichtet wurde. Später wurde er von den Barbarigo erworben, die dem Palast den Namen gaben. Der zweite Teil des Namens bezieht sich auf die Kirche Santa Maria Maddalena in Cannaregio.

## Geschichte
Der 2000 bis 2001 sorgsam restaurierte Bau im traditionellen venezianischen Stil wurde durch seine mythologischen Fresken aus der Hand von Camillo Ballini bekannt, die seither wieder gut zu sehen sind. Zwischen der trifora und den Fenstern des Secondo Piano nobile befindet sich das Wappen der Familie Barbarigo.
Der Palast ist einer von nur noch dreien unter den Palästen am Canal Grande, die noch bemalt sind. 